# Copris morphaeus
Copris morphaeus är en skalbaggsart som beskrevs av Gillet 1932. Copris morphaeus ingår i släktet Copris och familjen bladhorningar. Inga underarter finns listade i Catalogue of Life.